# 菲利普親王設計獎
菲利浦親王設計獎（Prince Philip Designers Prize），是一個在英國年度舉辦的設計獎項，素有英國設計奧斯卡之稱。該獎項開始於1959年，是英國歷史最悠久的設計大獎。主持人和獎項提供者，最初都是英國愛丁堡公爵菲利普親王頒發和提供，獎項以產品設計為主，頒發給該年度最出色，美觀的產品。獲得該獎的設計師，經常視該獎為個人設計生涯上的重大里程碑。

## 歷屆得獎設計師
- 1959年，查爾斯·朗文（Charles Longman）, 以Prestcold Packaway冰箱設計獲獎。[4]
- 1970年，派翠克·賴茲（Patrick Rylands）[5]
- 1989年，雷斯·威爾森（Rex Wilson）
- 1990年，巴里·韋佛（Barrie Weaver） [6]
- 1991年，約翰·肯迪（John Cundy）
- 1992年，大衛·克里斯普（David Crisp）
- 1993年，艾倫·弗萊徹（Alan Fletcher）
- 1994年，迈克尔·霍普金斯爵士（Sir Michael Hopkins）
- 1997年，詹姆斯·戴森（James Dyson）[3]
- 1998年，馬丁·蘭比納恩（Martin Lambie-Nairn）
- 2001年，肯尼斯·格蘭奇（Kenneth Grange）[3]
- 2003年，泰倫斯·康藍（Terence Conran），Habitat chain的創辦人[3]
- 2004年，诺曼·福斯特[3]
- 2006年，托马斯·赫斯维克（Thomas Heatherwick）[3]
- 2008年，麥克斯·佛漢（Max Fordham）[3]
- 2009年，安德魯·里奇（Andrew Ritchie）以Brompton輕巧折疊腳踏車設計獲獎。[1][2]
- 2010年，比爾·摩格理吉，以世界上第一台貝殼式筆記型電腦的產品設計獲獎。[7]

## 外部連結
- 官方網站
- 50 years of innovation in design, prize winners 1959–2009